# مکرتیچ مکریان (تاریخ‌نگار ادبی)
مکرتیچ مامبری مکریان (ارمنی: Մկրտիչ Մամբրեի Մկրյան؛  زادهٔ ۹ نوامبر ۱۹۰۷ - درگذشته ۲۶ اکتبر ۱۹۸۳) یک تاریخ‌نگار ادبی، استاد اهل ارمنستان بود.

## زندگی‌نامه
در ۹ نوامبر ۱۹۰۷ در وان به دنیا آمد و از دانشکده تاریخ دانشگاه دولتی ایروان (۱۹۳۰) فارغ‌التحصیل شد. وی در دانشگاه دولتی ایروان و انستیتو ادبی فعالیت می‌کرد. وی عضو مکاتبه‌ای فرهنگستان ملی علوم ارمنستان (۱۹۵۶) و اتحادیه نویسندگان اتحاد شوروی (۱۹۳۶) بود. وی همچنین برنده دانشمند شایسته ارمنستان شوروی (۱۹۶۱) شده است. وی در ۲۶ اکتبر ۱۹۸۳ در سن ۷۵ سالگی در ایروان درگذشت.

## یادداشت
1. ↑  բանասիրական գիտությունների դոկտոր